# Tha Pla (huyện)
Tha Pla (tiếng Thái: ท่าปลา) là một huyện (amphoe) thuộc tỉnh Uttaradit, miền nam Thái Lan.

## Lịch sử
Huyện Tha Pla ban đầu thuộc tỉnh Nan. Năm 1923, huyện được chuyển sang tỉnh Uttaradit.

## Địa lý
Các huyện giáp ranh (từ phía đông theo chiều kim đồng hồ): Fak Tha, Nam Pat, Thong Saen Khan và Mueang Uttaradit thuộc tỉnh Uttaradit, Den Chai, Sung Men và Mueang Phrae thuộc tỉnh Phrae, và Na Muen thuộc tỉnh Nan.
Sông chính ở huyện là sông Nan có đập Sirikit tạo thành hồ nhân tạo rộng 250 km². Sông Pat đổ vào sông Nan ngay phía dưới đập này.

## Hành chính
Huyện này được chia thành 8 phó huyện (tambon), các đơn vị này lại được chia ra thành 84 làng (muban). Tha Pla và Ruam Chit là đô thị phó tỉnh (thesaban tambon), nằm trên một phần của tambon cùng tên. Có 8 Tổ chức hành chính tambon
| STT. | Tên        | Tên Thái | Số làng | Dân số |  |
| ---- | ---------- | -------- | ------- | ------ |  |
| 1.   | Tha Pla    | ท่าปลา    | 11      | 8.554  |  |
| 2.   | Hat La     | หาดล้า    | 9       | 4.936  |  |
| 3.   | Pha Lueat  | ผาเลือด   | 13      | 7.049  |  |
| 4.   | Charim     | จริม      | 13      | 8.659  |  |
| 5.   | Nam Man    | น้ำหมัน    | 12      | 7.586  |  |
| 6.   | Tha Faek   | ท่าแฝก    | 9       | 4.395  |  |
| 7.   | Nang Phaya | นางพญา   | 6       | 2.604  |  |
| 8.   | Ruam Chit  | ร่วมจิต    | 11      | 5.571  |  |